# 쉬들로프스키밭쥐
쉬들로프스키밭쥐(Microtus schidlovskii)는 비단털쥐과에 속하는 설치류의 일종이다. 보통 아르메니아 북서부 지역에서 발견되며, 2002년 골레니시체프(Golenishchev)가 별도의 종으로 분류하기까지 오랫동안 군거밭쥐(M. socialis)의 아종으로 간주되었다.